# بروين درابي
بروين درابي (وُلدت عام 1941 في طهران) هي ناشطة وكاتبة إيرانية برزت كمُدافعة عن حقوق الإنسان بشكلٍ عام وحقوق المرأة بشكلٍ خاص.

## الخلفية
درست درابي في جامعة ولاية كاليفورنيا في نورث ريدج-لوس أنجلوس كما درست في جامعة جنوب كاليفورنيا وجامعة بيبردين وجامعة كاليفورنيا كوست. عملت في وقتٍ لاحقٍ كمهندسة نظم إلكترونية كما شغلت منصبَ مدير شركة هندسية حتى عام 1994. شقيقتها الكُبرى هي هوما درابي وقد انتحرت عام 1994 بعدما حرقت نفسها في ساحة عامة في إيران احتجاجًا على سياسات الحكومة الإيرانية. منذ ذلك الحين؛ أصبحت بروين ناشطة في مجال حقوق الإنسان وألّفت كتابًا بعنوان غضب ضد الحجاب تحدثت فيهِ عن النظام الديني الذي فرضتهُ الحكومة الإيرانية كما انتقدت فيهِ الدين الإسلامي ككل. شاركت بروين جنبًا إلى جنب مع ليديا سباركسورثي في تأليف كتابٍ بعنوان نساء من تروكي صنعن التاريخ ويروي حياة 30 امرأة مؤثرة في تروكي بكاليفورنيا.

### آرائها حول الشيعة
انتقدت درابي العديد من القوانين في الإسلام وبخاصّة الطائفة الشيعيّة باعتبار أنّها الأكثر انتشارًا في إيران وترى بروين مثلًا أنّ زواج المتعة هو مصطلح لآخر للدعارة لكنّ الدولة ترفضُ هذا الأخير وتؤيد الأوَل. في حوارٍ سابقٍ لها قالت درابي أن الشيء الوحيد الذي جلبهُ النظام الإيلامي لإيران هوَ الفقر والبؤس لا غير.

## قائمة مؤلفاتها
| صورة الغلاف | العنوان                    | العنوان الأصلي                  | سنة الإصدار | ملخص |
| ----------- | -------------------------- | ------------------------------- | ----------- | --- |
|             | غضب ضد الحجاب              | Rage against the Veil           | 1999        | يتناولُ هذا الكتاب موضوع الحجاب من وجهة نظر مغايرة ويتحدثُ في بعض فصوله عن النظام الديني الذي فُرض على الشعب الإيراني بعد الثورة الإسلاميّة عام 1979. |
|             | نساء من تروكي صنعن التاريخ | Women of Truckee Making History | 2007        | يروي هذا الكتابُ قصّةَ 30 سيدة من منطقة تروكي في كاليفورنيا وكيفَ ساهمنَ بشتى الطرق في تحسين حياة نساء أخريات في الولايات المتحدة وخارجها.             |